# Цезонии
Цезониите или (gens Caesonia) Кезониите са плебейска фамилия от Древен Рим.
От името Цезоний или Кезоний произлиза малкото име Цезо или Кезо.
Известни от фамилията:
- Марк Цезоний, претор 66 пр.н.е.
- Цезоний Максим, приятел на Сенека Млади 66 г.
- Марк Юний Цезоний Никомах Аниций Фауст Павлин, консул 298 г.
- Луций Цезоний Овиний Руфин Манилий Бас, суфектконсул 280 г.; баща на консула от 317 г. и на Цезония Манилия
- Цезоний Бас, консул 317 г., брат на Цезония Манилия
- Амний Маний Цезоний Никомах Аниций Павлин, консул 334 г.
- Цезоний Руфиниан, управител на Горна Германия 205 г.:

„Impp(eratoribus) L(ucio) Septimio Severo Pio Pertinaci et M(arco) Aur(elio) Antoni-
no Aug[g(ustis) et Geta(e) Caes(ari)
balneum coh(ortis) I Ger(manorum)
vetustate dilabsum a solo
restitutum ex precepto
Caesoni Rufiniani leg(ati) Augg(ustorum)
pr(o) pr(aetore) cura agente Iulio
Clodiano trib(uno) coh(ortis) s(upra) s(criptae)“
Жени:
- Ация Балба Цезония (85-43 пр.н.е.), майка на римския император Октавиан Август и на Октавия Младша (четвърта съпруга на Марк Антоний)
- Милония Цезония († 41 г.), половин сестра на Гней Домиций Корбулон; четвъртата съпруга на Калигула, майка на Юлия Друзила
- Цезония Манилия (* 275 г.), сестра на Цезоний Бас; съпруга на Амний Аниций Юлиан и майка на Амний Маний Цезоний Никомах Аниций Павлин (консул 334 г.)